# Tom Clancy's Splinter Cell
Tom Clancy's Splinter Cell jest serijal Ubisoftovih videoigara. Glavnina igre sastoji se u šuljanju, provaljivanju u neprijateljske baze i eliminiranju neprijatelja/terorista, zbog čega na engleskom ovaj žanr igre nosi ime stealth shooter (stealth pucačina), ali u nekim okolnostima ima i dosta akcije, i to u situacijama gdje je potrebno. Kao tajni agent Sam Fisher, igrač je na zadatku jedne tajne operacijske strukture koja pripada Nacionalnoj agenciji za sigurnost (National Security Agency ,NSA) i koja šalje svoje najbolje agente u najopasnije i najriskantnije misije. Ta struktura se zove Third Echelon. Ona je odgovor Sjedinjenih Američkih Država na sve veću prijetnju računalnog terorizma. Jedinice Third Echelona se nazivaju Splinter Cell. Te djeluju uvijek u tajnosti i sasvim samostalno, gdje imaju stalan kontakt s glavnim stožerom preko Funka. Third Echelon je označen kao stroga tajna i zbog toga njegovo postojanje nije javno priznato od strane američke vlade. U slučaju da jedan od agenata bude otkriven, tada od vlade svaka veza s tim agentom dementira.

## Splinter Cell
Splinter Cell je u godini 2002. izašao za Xbox, a u godini 2003. za PC, PlayStation 2, GameCube,  GameBoy Advance i N-Gage. Prema podacima iz Ubisofta, igra je bila prodana u 6 milijuna primjeraka.
Igra se grafički temelji na jednoj modificiranoj verziji Unreal Engine-a, koja omogućuje prikaz detaljnih sjena. Igrač ima priliku uz pomoć tih mogućnosti izbjeći opasne situacije, pri čemu iskorištava slabo osvjetljene dijelove mape (gdje je većina sjena) i tako neotkriven svoje zadatke privesti uspješno kraju.
Verzije za PC i Xbox, kao i za Gamecube i Playstation 2 se malo razlikuju jedna od drugih. Tako su naprimjer za Gamecube i Playstation 2 skraćeni leveli i teškoća levela. Isto tako i za Nintendo GameBoy Advance i mobitele je izašla jedna verzija Splinter Cell-a, koja je u 2D i samim time ne posjeduje ambijent originala.

### Radnja
U ulozi Sam Fisher-a je cilj otkriti jednu zavjeru protiv predsjednka Gruzije, Kombayn Nikoladze-a.  Nikoladze želi osvojiti cijeli Azerbajđan uz pomoć gruzijskih specijalnih jedinica. Fisher operira međuostalom u jednoj policijskoj stanici u Tbilisiju, na jednoj naftnoj platformi, u glavnom stožeru CIA, kao i na mnogim drugim mjestima diljem svijeta. Igrač je pri tome gotovo uvijek sam sebi prepušten, ali ipak ima jednu jedinu funk-vezu s NSA glavnim stožerom.

## Splinter Cell: Pandora Tomorrow
Način igre se nije puno promijeno od prošlog dijela Splinter Cell-a. Uz poboljšanje detalja, sada ima i jedan Multiplayer modus, u kojem igrači mogu igrati online ili u LAN vezi jedan protiv drugih ili zajedno u timu, kao špijuni (agenti) ili vojnici (teroristi).

### Radnja
U godini 2006. SAD osniva jednu vojnu bazu na Istočnom Timoru, da bi uvježbavala novu vojsku imenom "najmlađa demokracija na svijetu". U jugoistočnoj Aziji je odpor prema američkoj vojsci velik, ali prijetnja od indonezijske armije vrijedi kao pravedno opravdanje. Uz to američka vlada si ne želi propustiti priliku svoje trupe postaviti u dometu Sjeverne Koreje.
Vođa otpora protiv SAD-a je vođa guerille, Suhadi Sadono. Njega tajno podupiru korumpirani dijelovi indonezijske vlade. Nakon zauzimanja američkog veleposlanstva u Jakarti, Suhadijevi ljudi drže civile i vojnike kao taoce. Jedna od prvih misija Sam Fisher-a je provaliti neotkriven u Veleposlanstvo. Cilj pak nije osloboditi taoce, nego uništiti tajne dokumente koji su ondje čuvani i koji ne smiju doći u ruke Suhadijevih ljudi.

## Splinter Cell: Chaos Theory
Treći dio Splinter Cell serijala, Chaos Theory, izišao je 30.03.2005. za Xbox, PC, GameCube i Playstation 2, kasnije i za Nintendo DS.
Iz prošlog dijela Splinter Cell-a preuzet je Versus modus. Taj Modus je za razliku od prošlog dijela promijenjen i sada posjeduje više oružja/alata i mogućnosti djelovanja s okolinom, kao i više mapa. Uz to ima i jedan kooperacijski modus (Coop Mode), u kojem se mogu obaviti posebne misije zajedno s jednim partnerom. Ovaj modus je igriv na PC-u i Xbox-u putem Interneta ili LAN-a. U slučaju Xbox-a preko takozvanog Splitscreen modus-a. Da bi se misija uspješno završila, potrebno je da obadvije osobe surađuju.
Grafički Engine u Solo kampanji ne temelji se više na modificiranom Unreal Engine-u, kao što je to bio slučaj u zadnja dva dijela, nego na posebno za ovaj dio napisanom SC3-Engine-u, koji podržava razne tehnike kao Normal Mapping, Shader i Spectral Highlightning. Kao jedna od prvih PC igara uopće, Splinter Cell: Chaos Theory podržava Pixel i Vertex Shader Model 3.0. Samim time Engine podržava HDR, Parallax mapping i još par drugih grafičkih značajki, koje pak samo u PC verziji imaju vidljivog efekta.

## Splinter Cell: Essentials
U ovoj igri se radi o jednom sažetku iz svih Splinter Cell serijala. Radnja počinje prije prvog dijela Splinter Cell-a i odvija se kroz 3 dosada objavljene igre, pa sve do početka petog dijela. Postoje 9 glavnih nivoa i 3 bonus misije, koje se mogu s jednim "cheat"-om aktivirati.
Essentials upotrebljava Unreal Engine, kao što je to slučaj u Splinter Cell i Splinter Cell: Pandora Tomorrow.
Priča se podudara samo djelomično s događajima iz Splinter Cell: Double Agent, no u Double Agent-u se pak može izabrati više načina odluke u nekim situacijama.

### Radnja
U trenutku kada Sam Fisher stoji na grobu svoje kćerke i žali, biva uhićen pod optužbom počinjenja terorističkih zločina protiv SAD-a i njezinih građana. NSA smatra da je Fisher zbog smrti svoje kćerke poludio i da se upravo zbog toga pridružio strani terorističke organizacije zvane John Brown's Army. No tada Anna Grimsdóttir primjećuje da su neki NSA dosjei promijenjeni. Nakon detaljnog razmatranja, ona uočava da je potpredsjednik NSA, Agent Williams te dosjee poremetio da bi naštetio Fisher-u. Kao primjer, u dosjeima Sam-a se optužuje da krivi NSA i Lambert-a zbog toga što je za vrijeme jednog zadatka umalo poginuo dok su američke trupe napadale. Nakon toga NSA uočava da su Fisher-ovi otisci prstiju na oružju, s kojim je Lambert ubijen. Sam uspijeva pobjeći i u jednom govoru s ljudima kojima još vjeruje - William Redding i Anna Grimsdottir, objašnjava da je to sve bio jedan tajni zadatak o kojem je samo Lambert bio informiran. Fisher je trebao u tom zadatku provaliti u JBA centralu i iznutra ju uništiti kao dvostruki agent. Prije nego što je mogao stupiti u kontakt s JBA, biva bačen u Ellsworth državni zatvor gdje je dobio zadatak da stupi u kontakt s JBA članom Jamie Washington-om. Provala u JBA je išla po planu dok je Sam imao kontakt s Lambertom putem mobitela. Fisher je prekasno primijetio, da je razgovor između njega i Lamberta bio prisluškivan od strane šefa za sigurnost JBA-e, Carson Moss-a (inače bivši zaposlenik u Displace International - organizacije iz Chaos Theory dijela). Taj razgovor je JBA doveo do Lamberta, kojega su naposljetku oteli. Fisher-u je pak uspio naći tu vrpcu prisluškivanja i manipulirati je, tako da njegov tajni zadatak nije u opasnosti, no nije slutio da je JBA Lambert-a već otela. U jednom činu sumnje Emile Dufraisne zove Sam-a u jednu sobu za konferenciju i naređuje mu, još jedan posljednji put da dokaže svoju odanost JBA, pri čemu treba ubiti direktora Third Echelon-a - Lambert-a.

## Splinter Cell: Double Agent
Double Agent je trebao prema Ubisoft-u izaći još krajem travnja 2006., znači skoro godinu dana nakon izlaska Chaos Theory, za PC i isto tako za konzole poput Xbox 360, Xbox, Gamecube i Playstation 2. No da bi se igra još poboljšala i mogući Bug-ovi uklonili, termin izlaska je pomaknut na 28. rujna i onda kasnije još jednom na 19. listopada (za Xbox 360) tj. 09. studenog 2006. (za PC, PS 2, XboX, Gamecube).
Double Agent nastavlja s tradicijom ostalih Splinter Cell nastavaka. Prema podacima izdavača Ubisofta, Fisher je ovaj put predstavljen kao dupli agent, koji mora za NSA i za teroriste ispunjavati zadatke.
Igra nudi na svim platformama bolju grafiku nego njegovi prethodni serijali, na PC verziji se zato samo upotrebljuje isključivo Shader 3.0, za koje su potrebne grafičke karte koje podržavaju Shader 3.0. Zbog ovoga je mnogo igrača bilo bijesno. Igra je zauzima 7.87GB prostora na DVD-u, a ako se instalira na tvrdi disk pri tome ne izabiruči opciju "high quality textures" onda zauzme ~9GB na tvrdom disku. Instalira li se i "high quality textures", igra zauzima 10.6GB na tvrdom disku, što je još jedan razlog velikog bijesa iz igračke scene. Igra ima jedan bug, a taj je takozvani "Crash to Desktop Bug", koji dovodi do toga da se igra "smrzne" i pojavi se radna ploha kompjutera. Uz mnoštvo savjeta pokazao se vrlo učinkovit savjet da se rezolucija iz 1024x768 stavi u 800x600. Na jednom primjeru je poznato da je igra od početka prve misije igrana u 1024x768 rezoluciji bez problema, no kad je bio red na "Shanghai" misiju, igra se znala u sred misije srušiti. Rješenje se ovdje dakle pokazalo u promjeni na manju rezoluciju, ostavljajući pri tom sve druge opcije na "high". Sveukupno se može reći da je igra ispunila očekivanja, unatoč tome što nije predugačka. Znatno poboljšanje je vidljivo i u umjetnoj inteligenciji (AI).

### Radnja
U godini 2008. Sam Fisher se nalazi na zadatku u jednoj geotermičkoj centrali na Islandu. Usred misije Lambert prekida zadatak od Fisher-a i njegovog kolege Hamse. Kasnije Fisher saznaje o smrtonosnom sudaru svoje kćerke Sarah. Zbog ove vijesti, teško pogođen, Fisher pokazuje da nije sposoban svoj posao dalje raditi. Irving Lambert je prisiljen svojem elitnom špijunu dati otkaz - barem privremeno. Par mjeseci kasnije: Sam-u nije uspjelo odraditi taj tragičan događaj. U želji da se vrati svojoj karijeri, Fisher moli Lambert-a za jedan novi zadatak: Ovaj nudi Sam-u poziciju jednog NOC-a (neslužbenog prikrivenog agenta)...
Ciljevi misije: provala u terorističku zajednicu imenom John Brown's Army (JBA). Sam FIsher treba stvoriti sebi novi identitet i prikupiti informacije iz unutrašnjosti te terorističke organizacije - kao dvostruki agent.
Nakon jedne dobro odglumljene pljačke banke s 15 mrtvih, Fisher biva više puta doživotno osuđen i poslan u državni zatvor u Elsworth-u (Kansas). Tamo treba s JBA članom Jamie Washington-om pobjeći iz zatvora, tako da JBA dobije povjerenje u njega i da ga primi kao novog člana. Nakon toga njih dvojica otimaju jedan novinarski helikopter i njime bježe iz zatvora prema glavnoj centrali JBA, jedne terorističke udruge čiji je vođa Emile Dufraisne i čija se baza nalazi direktno na američkom tlu, preciznije u New York City-u.
U Splinter Cell: Double Agent se mogu preuzeti zadaci od NSA osoblja kao i od terorističke strane. Ipak se miješaju zone pravde i nepravde tu i tamo. Igrač se stavlja pred odluku, na kojoj strani više stoji, koje ciljeve zadatka su mu od veče vrijednosti i koliko daleko smije ići kako bi pridobio povjerenje od strane terorista.
PC i verzije konzola dijele istu glavnu priču igre, ali se razlikuju u nekim misijama, dizajnu levela i filmskim među-sekvencijama. U verziji za PC, Xbox 360 i PlayStation 3 igru je moguće završiti na 3 različita načina.

## Splinter Cell Conviction

### Radnja
U Splinter Cell:Conviction agent Sam Fisher susreće jednu staru poznanicu - Anna Grimsdottir. No susret je malo upropašten zbog čudnih zbivanja unutar Third Echelon-a. Fisher-a se na misije šalje učestalo s nedovoljno opreme i informacija. Uskoro spoznaje da njegovoj specijalnoj jedinici prijeti opasnost, ovaj puta iz vlastitih redova. Sam Fisher se tako nađe usred bojišta jedne borbe za moć, nepoznavajući pri tome tko vuče konce toga.

### Izlazak igre
Izlazak igre je bio 13. travnja 2010. godine u Sjedinjenim Američkim Državama.

## Splinter Cell Blacklist

### Detalji
Razvijanje 7. nastavka Splinter Cell serijala, Splinter Cell: Blacklist, potvrđeno je već u studenom 2010. Igru razvija glavna programerica Jade Raymond s još 83 drugih programera. Igra je službeno predstavljena na Microsoftovoj E3 konferenciji u lipnju, a službeni izlazak video-igre na tržište najavljeno je za drugi kvartal 2013. godine.

### Radnja
Splinter Cell: Blacklist odvija se nakon događaja iz Splinter Cell: Conviction kada predsjednica SAD-a prekida koruptirani odjel Third Echelon. Sam Fisher sastavlja svoju grupu u novom odjelu NSA-a, Fourth Echelon. Misija mu je otkriti i zaustaviti vođu terorističkih napada nad SAD poznatih pod kodnim nazivom Blacklist.

### Značajke
Mnoge značajke iz prošlih nastavaka serijala vraćene su u Splinter Cell: Blacklist, poput noža, sticky shockera i zelenih zaštitnih naočala.
Igrica je nadograđena i mnogim novim značajkama kao što su višestruka ubojstva u pokretu i tihi smrtonosni pokret zvan "Kill & Drag Takedown".

## Knjige
O Splinter Cell-u su do sada izdane četiri knjige. Treća knjiga je izdana u studenom 2006. godine u zemljama gdje se priča engleski.
- 1. Tom Clancy's Splinter Cell: Babylon Phoenix (2004)
- 2. Tom Clancy's Splinter Cell: Operation Barracuda (2005)
- 3. Tom Clancy's Splinter Cell: Checkmate (2006)
- 4. Tom Clancy's Splinter Cell: Fallout (2007)

## Film
Splinter Cell: Chaos Theory igra ima jedan Trailer prema kojem je Splinter Cell - The Movie trebao doći 2006. godine u kina. Zbog problema je termin filma više puta bio otkazan, novi termin je sada 2010. Prava su u početku bila prodana Paramount Pictures, kasnije pak ih je dobio Dreamworks. Momentalno Paramount posjeduje opet prava u kojem se očekuje pojava Sam Fisher-a na filmskom platnu.

## Vanjske poveznice
- Glavna Splinter Cell webstranica s informacijama u vezi sa svim dijelovima serije
- Glavna webstranica Splinter Cell Essentials za PSP  Arhivirana inačica izvorne stranice od 18. prosinca 2014. (Wayback Machine)